# Kenny (film, 1987)
Pour les articles homonymes, voir Kenny.
Pour plus de détails, voir Fiche technique et Distribution.
Kenny ou Le petit frère au Québec (The Kid Brother) est un film canado-américano-japonais réalisé par Claude Gagnon, sorti en 1987.

## Synopsis
Une équipe télévisée vient réaliser un reportage sur Kenny, un adolescent de treize ans amputé des jambes et du bassin à cause d'une agénésie, à Pittsburgh en Pennsylvanie.

## Fiche technique
- Titre original : Kenny ou The Kid Brother[1]
- Titre provisoire : The Skateboarder[1]
- Titre français : Kenny
- Titre québécois : Le Petit frère[1]
- Réalisation et scénario : Claude Gagnon
- Musique : François Dompierre
- Direction artistique : William Bilowit
- Costumes : Maureen Hogan
- Photographie : Yudai Koto
- Son : Louis Dupire[1]
- Montage : André Corriveau
- Production : Kiyoshi Fujimoto[1]
- Sociétés de production : Kinema America Co. ; Towa Production Co., Bandai Co. et Kinema Tokyo Co. (coproductions)[1]
- Société de distribution : Aska Film Distribution[1]
- Budget : 3 252 450 de dollars[1]
- Pays de production :   Canada,  États-Unis,  Japon
- Langue originale : anglais
- Format : couleur
- Genre : biographie
- Durée : 95 minutes
- Dates de sortie :
  - Canada : 28 août 1987 (Festival des films du monde, Montréal)[1]
  - Japon : 3 octobre 1987[1]
  - États-Unis : 18 novembre 1988[1]
  - France : 18 janvier 1989[2]

## Éditions
Le film est commercialisé en VHS en version française par Gaumont/Colombia en 1988. En DVD par Vanguard Cinema dans une version en langue allemande et dans une seconde version en anglais (zone 1) en 2002.

## Distribution
- Kenny Easterday (en) : Kenny
- Zach Grenier : Jesse
- Caitlin Clarke (en) : Sharon
- Liane Alexandra Curtis (en) : Sharon Kay

## Production

### Tournage
Claude Gagnon et l’équipe du tournage entre 28 juillet au 16 octobre 1986 à Pittsburgh et à West Aliquippa en Pennsylvanie.

### Musique
La musique du film est entièrement composée par François Dompierre, y compris la chanson Soaring Baby écrite et interprétée par Daniel Lavoie,
Disposible Love, écrite par Stéphane Fortier et mise en musique par Rudy Toussaint, est chantée par B.B. Boom.

### Nécrologie
Kenny Easterday, le jeune garçon âgé de 13 ans qui souffrait d'agénésie sacrée ou syndrome de régression caudale, maladie ayant mené à l'amputation de ses jambes et du bassin est mort le 12 février 2016, âgé de 42 ans.

## Accueil

### Festivals et sorties
Le film est présenté le 28 août 1987 au festival des films du monde à Montréal, où il récolte le grand prix des Amériques, avant la sortie nationale au Japon à partir du 3 octobre 1987 et aux États-Unis dès le 18 novembre 1988.
En France, il sort le 18 janvier 1989.

## Récompenses
- Festival du film de Paris 1988 : Prix spécial du jury
- Festival des films du monde de Montréal 1987 : Grand prix des Amériques
- Berlinale 1988 :
  - Prix de l'UNICEF, mention honorable
  - Prix CIFEJ